# Barbaña
El Barbaña es un barrio de Orense situado al lado del centro de la ciudad. El nombre se debe al río que transcurre por el lugar, el río Barbaña, que desemboca al lado del Pabellón de Los Remedios en el Miño. El barrio tiene una población de 3150 habitantes, y posee una gran área de ocio, el Parque Barbaña. Este tiene un gran paseo, jardines, zonas para los más pequeños, fuentes, y una gran plaza con canchas de fútbol y de baloncesto, apta para el skate o el patinaje.
El Parque Barbaña fue inaugurado en 1995 por el entonces alcalde Popular Manuel Cabezas. El Barbaña es un barrio muy rico con grandes casas. Expertos hablan de que es el barrio con mejor calidad de vida en Ourense.
- Datos: Q16536009